# The Warning (гурт)
The Warning — рок-гурт з мексиканського міста Монтеррей, створений у 2013 році сестрами Вільярреал Велес: Даніелою (гітара, головний та бек-вокал, фортепіано), Пауліною (барабани, головний та бек-вокал, фортепіано) та Алехандрою (бас-гітара, фортепіано, бек-вокал). Вони випустили три студійні альбоми, два міні-альбоми та одинадцять кліпів. Наразі на 28 червня 2024 року заплановано вихід четвертого студійного альбому Keep Me Fed.

## Історія

### Ранні роки
Сестри Вільярреал Велес росли в Монтерреї, з раннього віку навчаючись грі на музичних інструментах. В певний момент дитинства Даніела обрала основним інструментом гітару, а Пауліна — барабани. В 2013 році, коли молодша із сестер, Алехандра, у віці 7 років обрала для себе бас-гітару основним інструментом, сестри вирішують організувати рок-тріо.  Вони навчалися виконувати рок-пісні, часто через серію відеоігор Rock Band, і публікували відео своїх виступів на YouTube. У 2014 році в жіночому барабанному виданні Tom Tom Magazine була опублікована стаття про 12-річну Пауліна. Група вперше отримала широку популярність в 2014 році, коли у віці від 9 до 14 років їх відео на YouTube, у якому вони виконали пісню Metallica "Enter Sandman", стало вірусним серед шанувальників рок-музики і, зрештою, назбирало більше 20 мільйонів переглядів. Відео привернуло увагу гітариста Metallica Кірка Хеммета, який особливо похвалив Пауліну, сказавши: «The drummer kicks maximum ass!»

## Дискографія

### Студійні альбоми
- XXI Century Blood (2017) (укр. Кров XXI століття)
- Queen of the Murder Scene (2018) (укр. Королева сцени вбивства)
- Error (2022) (укр. Помилка)
- Keep Me Fed (2024) (укр. Годуй мене)

### Мініальбоми(EPs)
- Escape the Mind (2015) (укр. Втеча від розуму)
- Mayday (2021) (укр. Мейдей)